# The Marksman
The Marksman (bra:Na Mira do Perigo) é um filme de suspense de ação de 2021 dirigido por Robert Lorenz. A trama segue um fazendeiro e ex-fuzileiro naval (Liam Neeson) que vive em uma cidade fronteiriça do Arizona, que deve ajudar um menino (Jacob Perez) a escapar de um cartel de drogas mexicano; Katheryn Winnick, Juan Pablo Raba e Teresa Ruiz também estrelam. No Brasil, foi lançado exclusivamente na Rede Telecine em junho de 2021.

## Elenco
- Liam Neeson - Jim Hanson
- Katheryn Winnick - Sarah Pennington
- Juan Pablo Raba - Mauricio
- Teresa Ruiz - Rosa
- Jacob Perez - Miguel
- Dylan Kenan - Randall Brennan
- Luke Rains - Everett Crawford
- Sean Rosales - Hernando
- Alfredo Quiroz - Carlos

## Recepção
No agregador de críticas Rotten Tomatoes, o filme tem uma taxa de aprovação de 36% com base em 81 opiniões, com uma classificação média de 5,2 / 10. O consenso dos críticos do site diz: "The Marksman se beneficia de ter Liam Neeson na liderança, mas este suspense de ação formidável deveria ter mirado mais alto." No Metacritic, ele possui uma pontuação média ponderada de 44 de 100 com base em 22 críticos , indicando "críticas mistas ou médias". O público pesquisado pela PostTrak deu ao filme uma pontuação positiva de 73%, com 46% dizendo que definitivamente o recomendaria.